# Metapenaeus ensis
Metapenaeus ensis är en kräftdjursart som först beskrevs av De Haan 1844.  Metapenaeus ensis ingår i släktet Metapenaeus och familjen Penaeidae. Inga underarter finns listade i Catalogue of Life.

## Bildgalleri

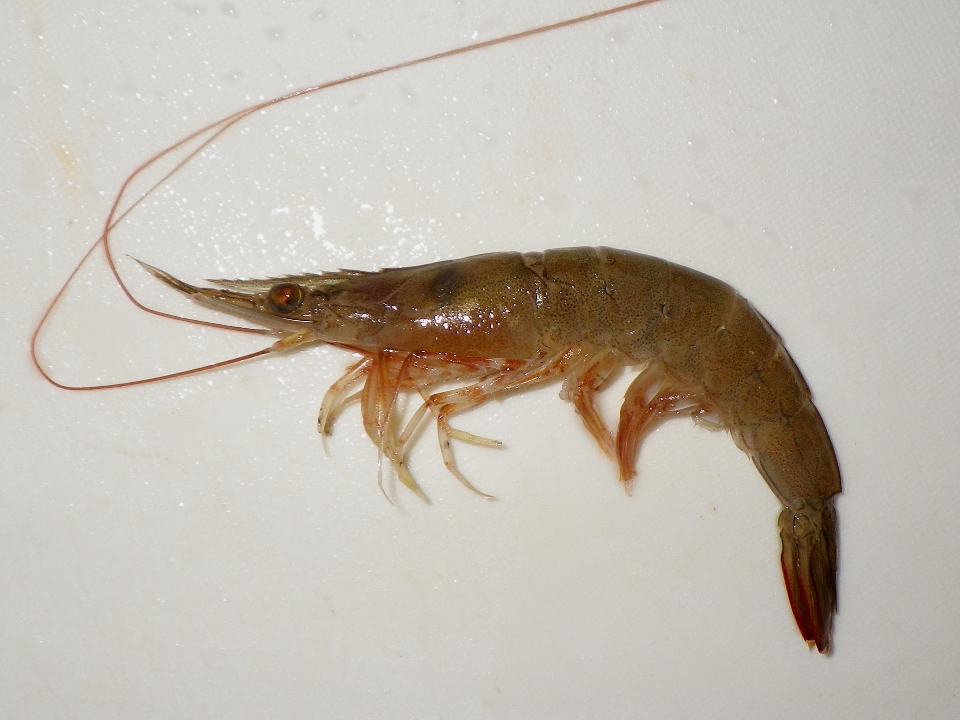